# ژئوماتیک

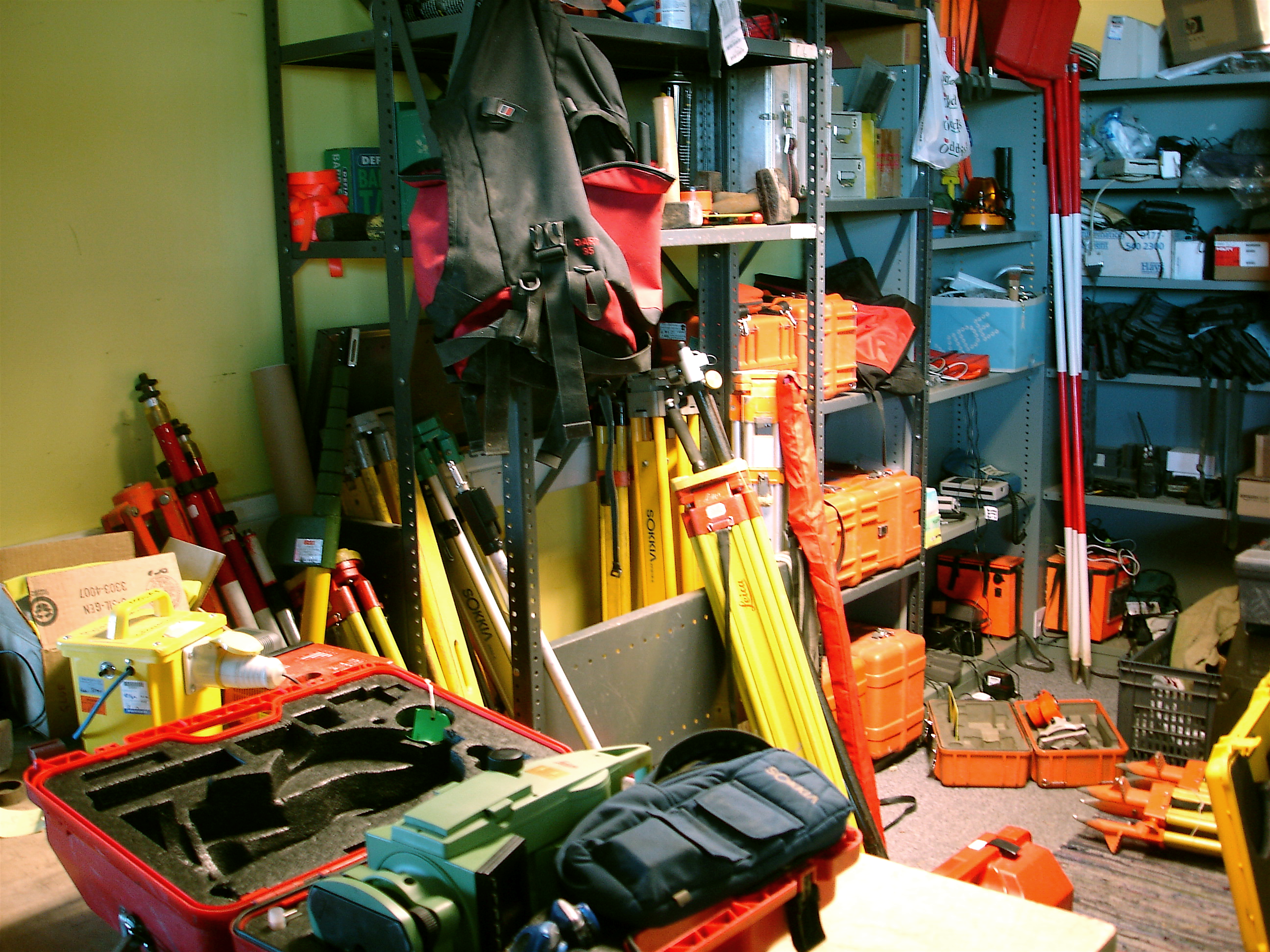
اتاق یک نقشه‌بردار شامل ابزارهای ژئوماتیک

فناوری مکان محور یا ژئوماتیک (به فرانسوی: Géomatique) به مجموعه فناوری‌هایی گفته می‌شود که در یک یا چند مرحله شامل تهیه، ذخیره‌سازی، به هنگام سازی، بازیافت، حفظ و نگهداری، تجزیه و تحلیل، کاربرد و نمایش اطلاعات مکان محور مؤثر هستند، از جمله:
- فناوری‌های اطلاعات مکانی (از جمله: سامانه‌های اطلاعات مکانی (GIS)، سامانه اطلاعات زمین (LIS) و حدنگار)؛
- فناوری‌های تعیین موقعیت و ناوبری (از جمله سامانه تعیین موقعیت جهانی (GPS))؛
- سنجش از دور (از جمله چند طیفی، فراطیفی، راداری)؛
- فتوگرامتری (ازجمله هوایی، برد کوتاه و پهپاد)؛
- فناوری‌های پویشگرهای لیزری (از جمله لیدار)؛
- ژئودزی (از جمله ژئودزی فیزیکی و ژئودینامیک)؛
- آبنگاری) هیدروگرافی)؛
- فناوری‌های حاصل از تلفیق موارد فوق (از جمله خدمات مکان مبنا (LBS)).

این فناوری دستآورد پیشرفتهای فناوری اطلاعات (انفورماتیک) در مهندسی نقشه‌برداری و علوم زمین است.

## نام
واژه ژئوماتیک یک واژه ترکیبی از ژئو به معنای زمین و ماتیک که پسوند واژه انفورماتیک است، می‌باشد. در تعریفی دیگر ماتیک مخفف ریاضیات ذکر شده‌است و با کلمه ژئواینفورماتیک مترادف در نظر گرفته شده‌است.

## گستره
ژئوماتیک با گستره وسیعی از دانش‌های مهندسی در ارتباط است که هر کدام می‌تواند برای ارائه تصویری از جهان فیزیکی مورد استفاده قرار گیرد. این علوم زیر شاخه‌های از دانش و فناوری ژئوماتیک هستند:
- ژئودزی
- نقشه‌برداری
- نقشه‌نگاری (کارتوگرافی و تهیه اطلس‌های ملی)
- فتوگرامتری
- سنجش از دور
- کاداستر
- آب‌نگاری
- مکان‌یابی، ناوبری و سامانه تعیین موقعیت جهانی
- سامانه اطلاعات مکانی
- یکسان‌سازی نام‌های جغرافیایی
- جغرافیا

ژئوماتیک دانشی بین رشته‌ایست که کاربردهای بسیاری در علوم مختلف زمین از جمله رشته‌های زیر دارد:
- جغرافیا
- زمین‌شناسی
- اقیانوس‌شناسی
- محیط زیست
- عمران
- حمل و نقل
- معدن
- کشاورزی
- منابع طبیعی

کاربردهای گسترده‌ای تا کنون از داده‌های مکانی حاصل از ژئوماتیک در زمینه‌های زیر ارائه شده‌است:
- مدیریت و برنامه‌ریزی کلان
- مدیریت منابع زمینی
- آمایش سرزمین و توسعه پایدار
- مدیریت حوادث طبیعی
- برنامه‌ریزی شهری و روستایی
- کشاورزی و جنگل‌داری
- عمران و آبادانی
- مقابله و پیشگیری از سوانح، بلایا و حوادث طبیعی
- امور دفاعی و نظامی

## تشکیلات مرتبط
سازمانها، انجمنهای علمی و صنفی فعال در حوزه ژئوماتیک عبارتند از:
- سازمان نقشه‌برداری کشور
- سازمان جغرافیایی نیروهای مسلح
- سازمان فضایی ایران
- گروه توسعه فناوری‌های ژئوماتیک، معاونت علمی و فناوری ریاست جمهوری
- انجمن علمی مهندسی نقشه‌برداری و ژئوماتیک ایران
- انجمن علمی سامانه‌های اطلاعات مکانی
- جامعه مهندسان مشاور ایران

## گروه توسعه فناوری‌های ژئوماتیک
این گروه در ۲۵ دی ماه ۱۳۹۷ رسماً در معاونت علمی و فناوری ریاست جمهوری آغاز به کار کرد. بنیانگذار و ریاست این گروه از بدو تأسیس تا کنون بر عهده دکتر یاسر ابراهیمیان قاجاری می‌باشد.
مهم‌ترین ماموریتهای این گروه عبارتند از:
- فراهم‌نمودن بستر رشد و گسترش هوشمند و جهشی فناوری‌های ژئوماتیک در کشور
- سیاستگذاری، برنامه‌ریزی راهبردی و ارزیابی پیشرفت فناوری‌های ژئوماتیک در کشور
- هماهنگی ملی و هم‌افزایی منابع و امکانات کشور برای تولید ثروت بیشینه از فناوری‌های ژئوماتیک
- کمک به ارتقای سطح علمی و فناوری به منظور کسب جایگاه بالا در منطقه و جهان
- رفع موانع و خلاءهای قانونی گسترش فناوری‌های ژئوماتیک در کشور
- حمایت از حوزه‌های فراموش شده و معطل مانده در زنجیره علم تا ثروت در فناوری‌های ژئوماتیک
- ترویج عمومی و فرهنگ‌سازی الگوهای نوین در فناوری‌های ژئوماتیک

## استانداردسازی
کمیته فنی TC۲۱۱ مؤسسه جهانی استاندارد (ISO) فعالیت استانداردسازی در زمینه اطلاعات مکانی/ژئوماتیک را دنبال می‌نماید.
سازمان استاندارد و تحقیقات صنعتی ایران را در سال ۱۳۸۳ تشکیل داده‌است. این کمیته وظیفه اعلام رای و نظرات ایران در خصوص استانداردهای بین‌المللی در زمینه اطلاعات مکانی را بر عهده دارد.
فعالیتهای این کمیته عبارتند از:
- مشارکت در تدوین و همچنین، اعلام رای و اظهار نظر در خصوص استانداردهای بین‌المللی مرتبط به فعالیت‌های کمیته ISO/TC۲۱۱
- اطلاع‌رسانی و تشویق مشارکت ملی در فعالیت‌های استانداردسازی بین‌المللی
- ارتقای سطح متخصصین کشور از طریق تعاملات بین‌المللی استانداردسازی

علاوه بر مؤسسه استاندار و تحقیقات صنعتی، معاونت امور فنی سازمان مدیریت و برنامه‌ریزی نیز تدوین استانداردهای مورد نیاز فعالیت‌های عمرانی نقشه‌برداری و ژئوماتیک در کشور را در قالب مجموعه دنبال می‌نماید.
سازمان نقشه‌برداری کشور نیزاز ابتدای دهه ۷۰ در زمینه تهیه استاندارهای مورد نیاز در زمینه تهیه نقشه و تولید اطلاعات مکانی این سازمان و همچنین مشارکت با معاونت امور فنی سازمان مدیریت و برنامه‌ریزی فعالیت می‌نماید.